# Kabupaten de Trenggalek
Le kabupaten de Trenggalek, en indonésien Kabupaten Trenggalek, est un kabupaten d'Indonésie situé dans la province de Java oriental.

## Géographie

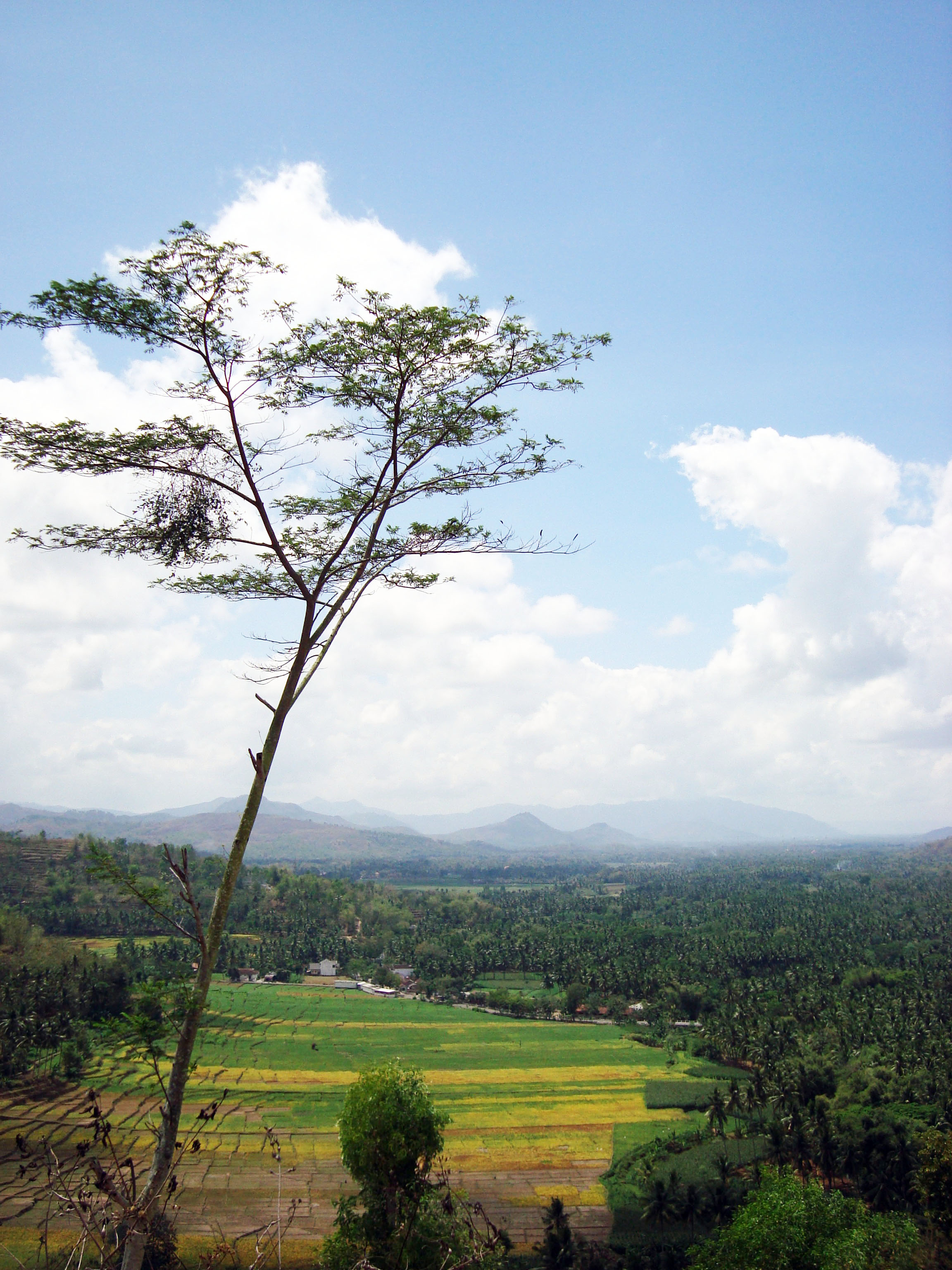
Paysage de campagne à Trenggalek

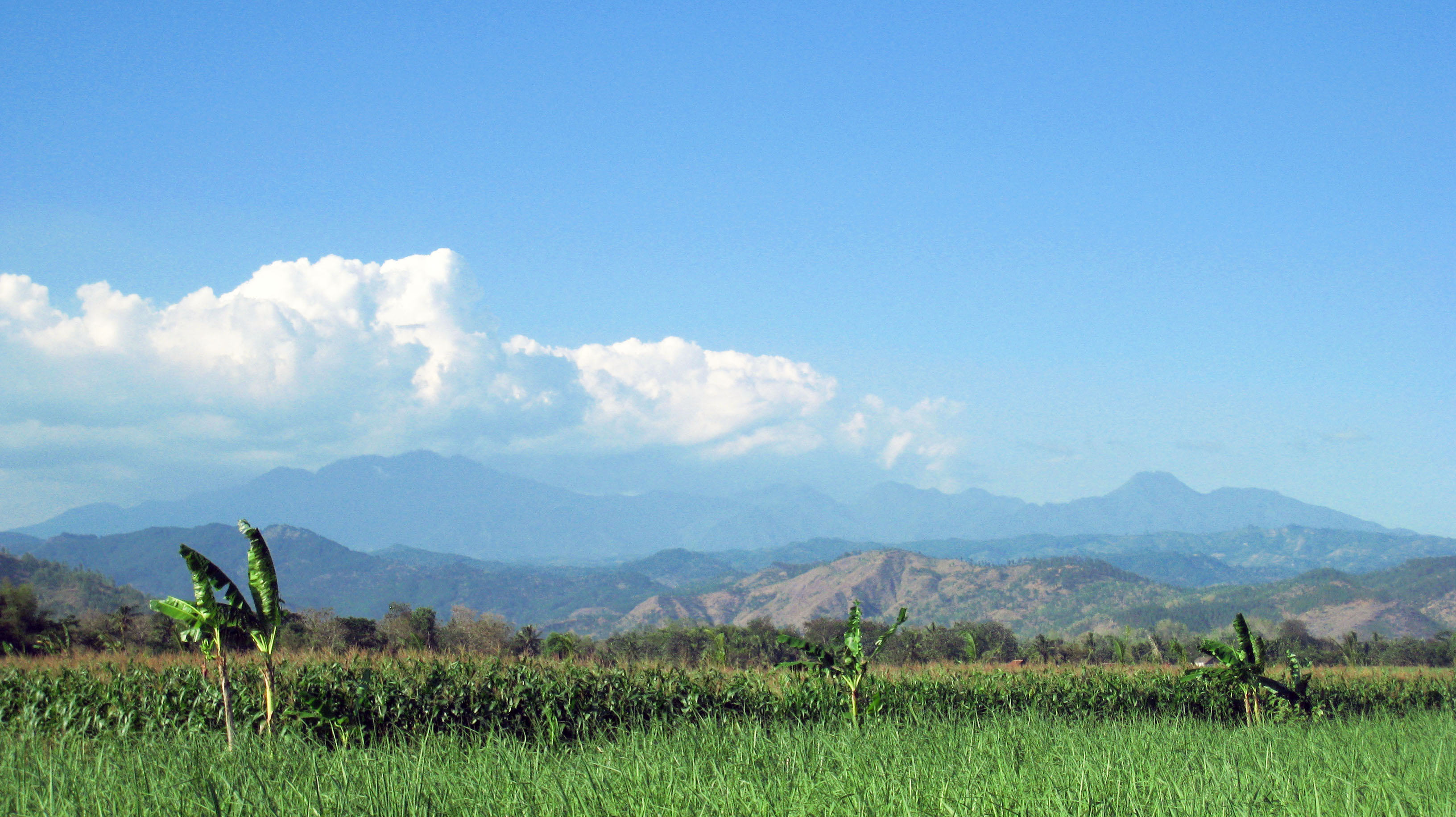
Le volcan Wilis vu de Trenggalek

Le kabupaten de Trenggalek est bordé :
- Au nord, par du kabupaten de Ponorogo,
- À l'est, par le kabupaten de Tulungagung,
- Au sud, par l'océan Indien et
- À l'ouest, par le kabupaten de Pacitan.

## Histoire
On possède peu de vestiges du passé de Trenggalek.
L'inscription dite de Kampak, datée de 851 de l'ère Saka, soit 929 apr. J.-C., établit la fondation du perdikan ou village franc de Kampak accordé par le roi Isyana Tunggadewa, plus connue sous le nom de Mpu Sindok.
L'inscription dite de Kamulan, datée de 1116 Saka ou 1194 apr. J.-C., établit la fondation de Trenggalek.
Avec la signature du traité de Giyanti en 1755, qui consacre le partage du royaume de Mataram avec la création du sultanat de Yogyakarta, la région de Trenggalek, à l'exception des districts de Panggul et Munjungan, faisait partie de Ponorogo, reste au royaume de Surakarta. Panggul et Munjungan sont intégrés à Pacitan qui revient à Yogyakarta.
En 1812, dans le contexte des guerres napoléoniennes, les Anglais prennent le contrôle de Java. Quand ils restituent Java aux Hollandais, Pacitan passe sous le contrôle de ces derniers.
En 1830, avec la fin de la guerre de Java, déclenchée par la révolte du prince Diponegoro contre le pouvoir hollandais, les Hollandais prennent le contrôle de Trenggalek. Toutefois, ils dissolvent le kabupaten en 1923. Celui-ci sera restauré en 1950 par la république d'Indonésie.

## Tourisme
Parmi les attractions de la région de Trenggalek, on peut citer :

### Les plages

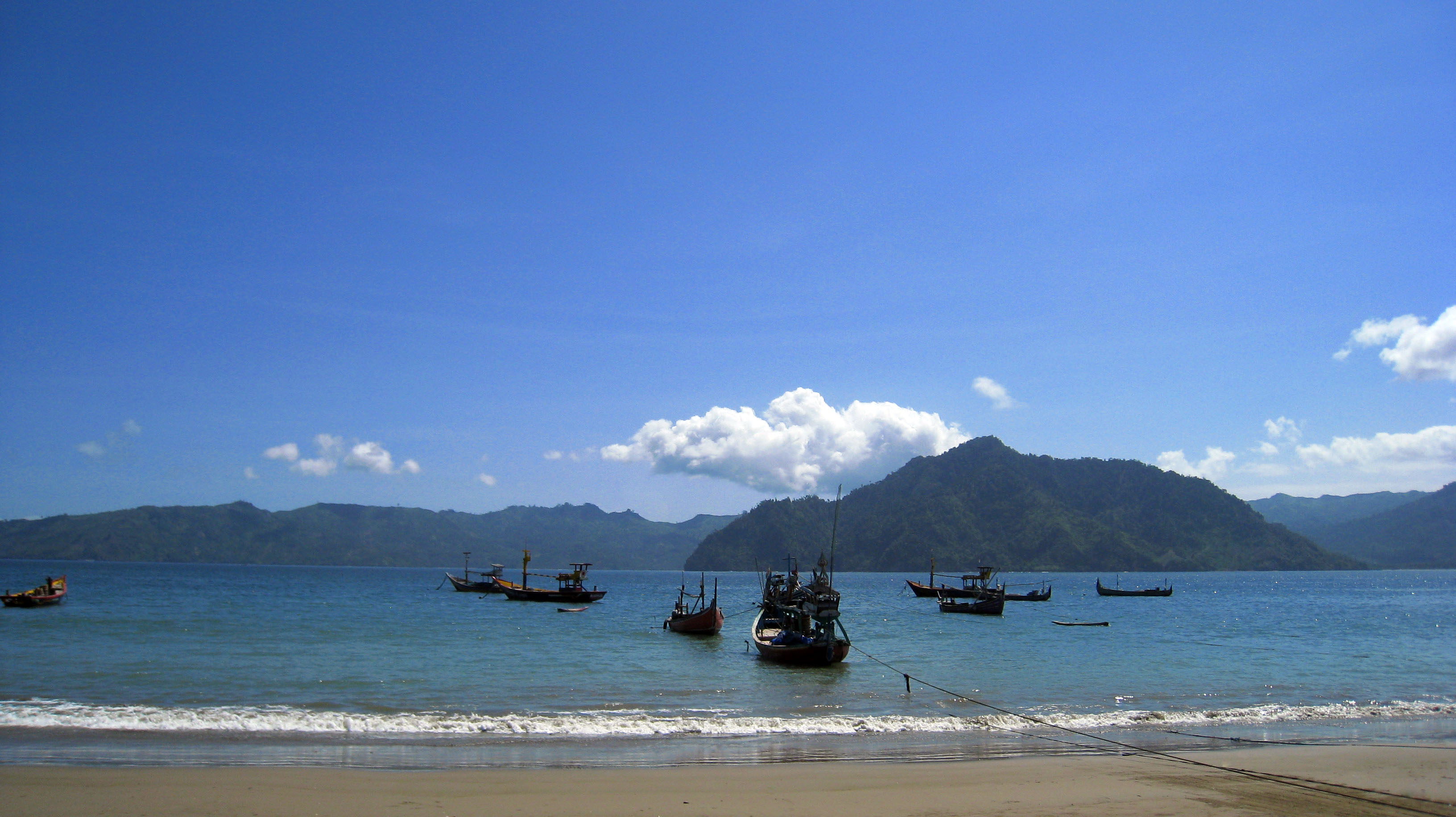
La plage de Prigi

- Prigi, située à 8° 17′ 15″ S, 111° 43′ 28″ E.
- Damas, située à 8° 19′ 57″ S, 111° 41′ 33″ E.
- Pelang, située à 8° 16′ 01″ S, 111° 26′ 32″ E.
- Karanggongso, située à 8° 15′ 40″ S, 111° 46′ 25″ E.

### Les grottes
- La grotte de Lowo

### Anniversaire de Trenggalek
Chaque année, cet événement est célébré par une procession qui part du pendopo kabupaten (hôtel de la préfecture). Des centaines de personnes en costume traditionnel javanais défilent le long de la rue principale. La veille, les gens se rendent sur les lieux sacrés, où ils passent la nuit à réciter des versets du Coran et chanter des poèmes javanais macapa.

### La cérémonie du « Larung Sembonyo »

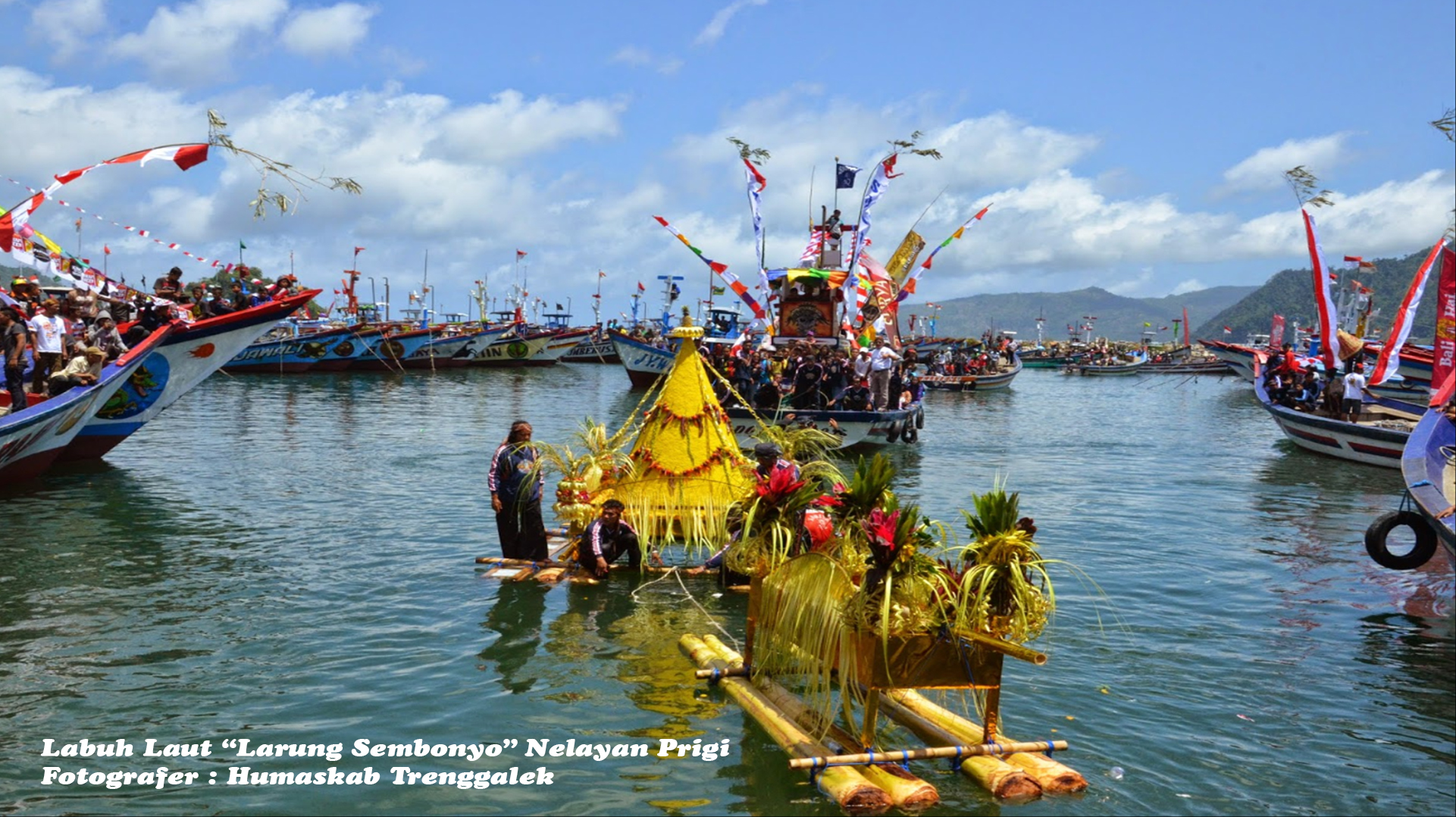
Le « Larung Sembonyo »

Chaque année, les pêcheurs de la région de Trenggalek observent la cérémonie d'offrande du « Larung Semboyo », destinée à demander la bénédiction divine pour de bonnes pêches.

## Liste desbupatides époques de Mataram et coloniale
1. Sumotruno (1793 - ...)
2. Djojonagoro (...)
3. Mangoen Dirono (...)
4. Mangoen Negoro I (1830 - ...)
5. Mangoen Negoro II (... - 1842)
6. Arjokusumo Adinoto (1842 - 1843)
7. Puspo Nagoro (1843 - 1845)
8. Sumodiningrat (1845 - 1850)
9. Mangoen Diredjo (1850 - 1894)
10. Widjojo Koesoemo (1894 - 1905)
11. Poerba Nagoro (1906 - 1932)